# Túpolev Tu-360
El Túpolev Tu-360 fue un bombardero estratégico hipersónico concebido por la oficina de diseño de Túpolev en la década de 1980. Utilizaba la mayoría de las mismas tecnologías que el Túpolev Tu-2000.

## Diseño y desarrollo
La Oficina de Diseño de Túpolev pretendía que el Tu-360 fuera un posible sustituto del Túpolev Tu-160, al igual que el Túpolev Tu-230 capaz de Mach 4. Aunque algunas fuentes se refieren a él como Túpolev Tu-2000B, en gran parte porque utilizaba la misma tecnología de motor estatorreactor de hidrógeno líquido que el Tu-2000, oficialmente se lo denominó Tu-360 en el índice del proyectos. El Tu-360 tenía el mismo diseño que el Tu-230, pero era mucho más grande y más rápido. Las velocidades de Mach 6 requerían el uso de hidrógeno líquido, y las armas debían estar alojadas en dos bodegas de bombas. Se estimó que el peso al despegue sería de unos 350 000 kg, con una carga de armas de 10 000 kg. Túpolev planeó construir un demostrador de tecnología subescalado que pesara 80 000 kg para probar las características de vuelo del Tu-360, pero la falta de fondos tras la caída de la Unión Soviética significó que el proyecto se cancelara en 1992.

## Especificaciones

### Características generales
- Tripulación: Dos
- Longitud: 100 m (328,1 ft)
- Envergadura: 40,7 m (133,5 ft)
- Superficie alar: 1250 m² (13 455,3 ft²)
- Peso cargado: 192 000 kg (423 168 lb)
- Peso máximo al despegue: 350 000 kg (771 400 lb)
- Planta motriz: 6× turboestatorreactor de hidrógeno líquido .
- Capacidad de combustible: 106 000 kg

### Rendimiento
- Velocidad máxima operativa (Vno): Mach 6
- Alcance: 15 000 km (8099 nmi; 9321 mi)
- Techo de vuelo: 30 000 m (98 425 ft)

### Armamento
- Bombas: 10 000 kg

## Aeronaves relacionadas

### Secuencias de designación
- Secuencia Tu-_ (interna de Túpolev): ← Tu-338 - Tu-344 - Tu-354 - Tu-360 - Tu-404 - Tu-414 - Tu-444 →